# Gilten
Gilten is een gemeente in de Duitse deelstaat Nedersaksen. De gemeente vormt het meest westelijke gedeelte van de Samtgemeinde Schwarmstedt in het Landkreis Heidekreis. Gilten telt 1.235 inwoners.

## Dorpen en gehuchten in de gemeente
De gemeente Gilten is onderverdeeld in:
- Eschenworth
- Gilten-dorp
- Grewiede
- Hufe
- Nienhagen
- Norddrebber
- Suderbruch

## Ligging, infrastructuur
Zes km ten zuidoosten van Gilten, langs Schwarmstedt (dorp),  lopen de Bundesstraße 214 en de Autobahn A7. Deze hoofdwegen kruisen elkaar bij Buchholz, waar ook afrit 50 van de Autobahn is. Voor openbaar vervoer zie onder Samtgemeinde Schwarmstedt.

## Geschiedenis
Het reeds meer dan 750 jaar bestaande dorp Gilten  ligt in een dal (Oudnoords: gil) van de samenvloeiing van Aller en Leine, direct ten oosten van het dorp. De tweede helft van de dorpsnaam wordt, evenals het Nederlandse woord tuin als omheinde plaats geduid. De naam betekent dus omheinde plaats in een dal, nauw beekdal.
In de middeleeuwen behoorden dorp en kerk aan het Bisdom Minden. In de 14e eeuw werd een deel van de parochie aan het klooster van Walsrode geschonken.
In het begin van de 20e eeuw werd een spoorlijn van Verden naar Schwarmstedt aangelegd.  Deze werd in 1988 weer opgeheven. Van 1911 tot 1928 werd in Gilten kalizout gedolven. 

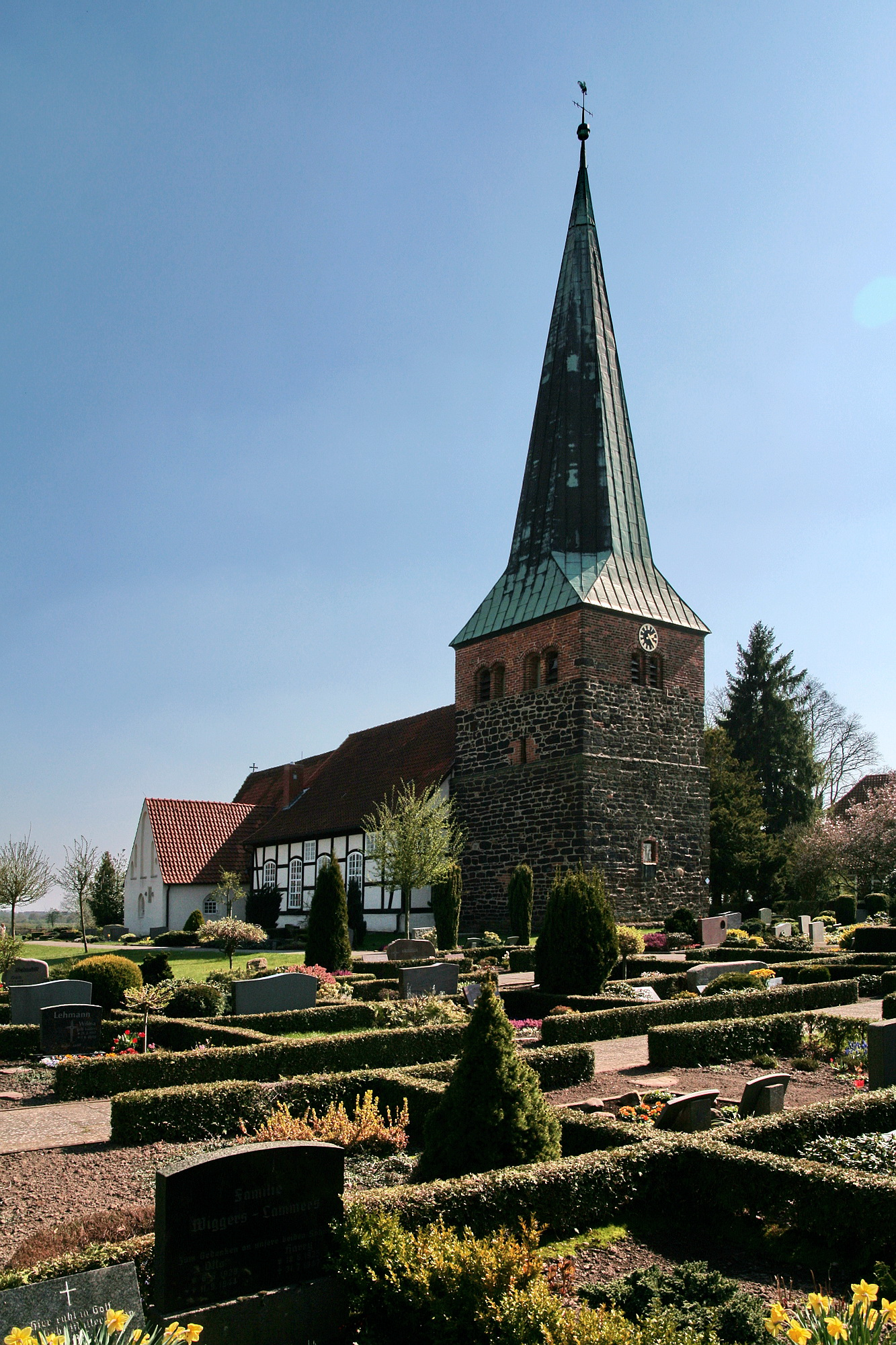
De middeleeuwse Sint-Pauluskerk te Gilten
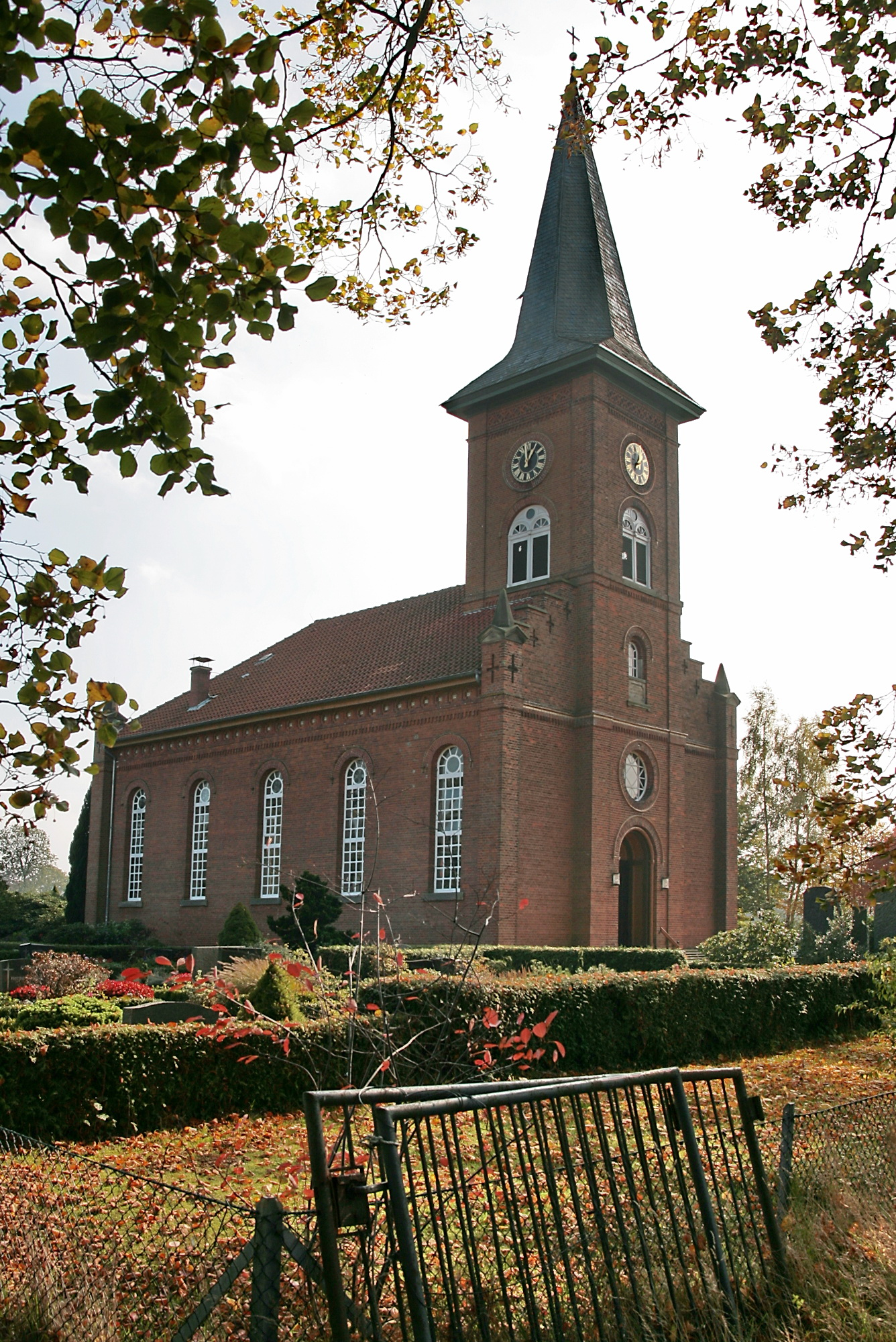
Suderbruch, Catharinakerk (1853)

- Gemeinsame Normdatei: 7545090-2
- Virtual International Authority File: 247863847

Ahlden · 
Bad Fallingbostel · 
Bispingen · 
Böhme · 
Bomlitz · 
Buchholz · 
Eickeloh · 
Essel · 
Frankenfeld · 
Gilten · 
Grethem · 
Hademstorf · 
Häuslingen · 
Hodenhagen · 
Lindwedel · 
Munster · 
Neuenkirchen · 
Osterheide · 
Rethem (Aller) · 
Schneverdingen · 
Schwarmstedt · 
Soltau · 
Walsrode · 
Wietzendorf